# قرارداد تجارت آزاد آمریکای شمالی

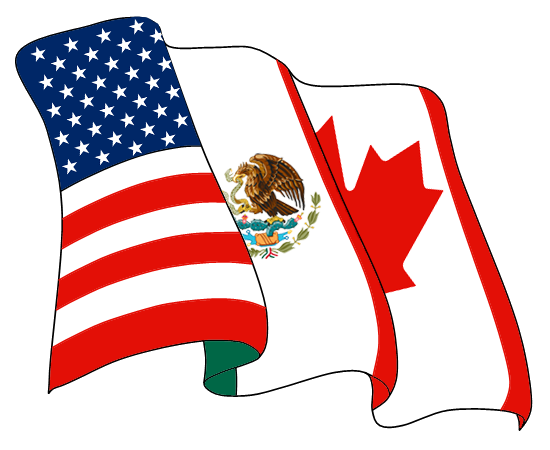

قرارداد تجارت آزاد آمریکای شمالی، یا نَفتا (اسپانیایی: (TLCAN) Tratado de Libre Comercio de América del Norte، فرانسوی: Accord de libre-échange nord-américain (ALÉNA)، انگلیسی: (NAFTA) North American Free Trade Agreement) یک توافقنامه تجاری بود که در ۱۹۹۴ پایه‌ریزی شد، و در ۱ جولای ۲۰۲۰ توافق ایالات متحده-مکزیک-کانادا جایگزین آن شد.
این توافقنامه سه عضو داشت که عبارتند از آمریکا، کانادا و مکزیک است.
در سال ۲۰۰۷، این سازمان از لحاظ برابری قدرت خرید در جهان مقام اول را داشت.
طبق موافقتنامه نفتا تمام محدودیت‌های تجارت و سرمایه‌گذاری میان کانادا، مکزیک و آمریکا در مدت ۱۵ سال بتدریج از بین می‌رفت. اکثر تعرفه‌های تجارت محصولات کشاورزی میان آمریکا و مکزیک به سرعت برداشته شد و تعرفه ۶ درصدی محصولات کشاورزی (شامل ذرت، شکر و برخی میوه‌ها و سبزی‌ها) در مدت ۱۵ سال برداشته شد. تعرفه خواربار و منسوجات قرار بود در مدت ده سال در هر سه کشور حذف شود. مکزیک قرار بود بخش مالی خود را به روی سرمایه‌گذاری آمریکا و کانادا بگشاید و تمام محدودیت‌ها تا سال ۲۰۰۷ برداشته شود.

## تاریخچه
نفتا حاصل موافقتنامه تجارت آزاد بین آمریکا و کانادا بود که در ژانویه ۱۹۸۸ امضا شد و از ژانویه ۱۹۸۹ به اجرا درآمد. مذاکرات در خصوص شرایط نفتا که عضویت مکزیک در منطقه تجارت آزاد را نیز دربرگیرد، در اکتبر ۱۹۹۲ پایان یافت و در دسامبر همان سال امضا شد. این موافقتنامه سرانجام در نوامبر ۱۹۹۳ تصویب و از اول ژانویه ۱۹۹۴ اجرا شد.

## تصویب

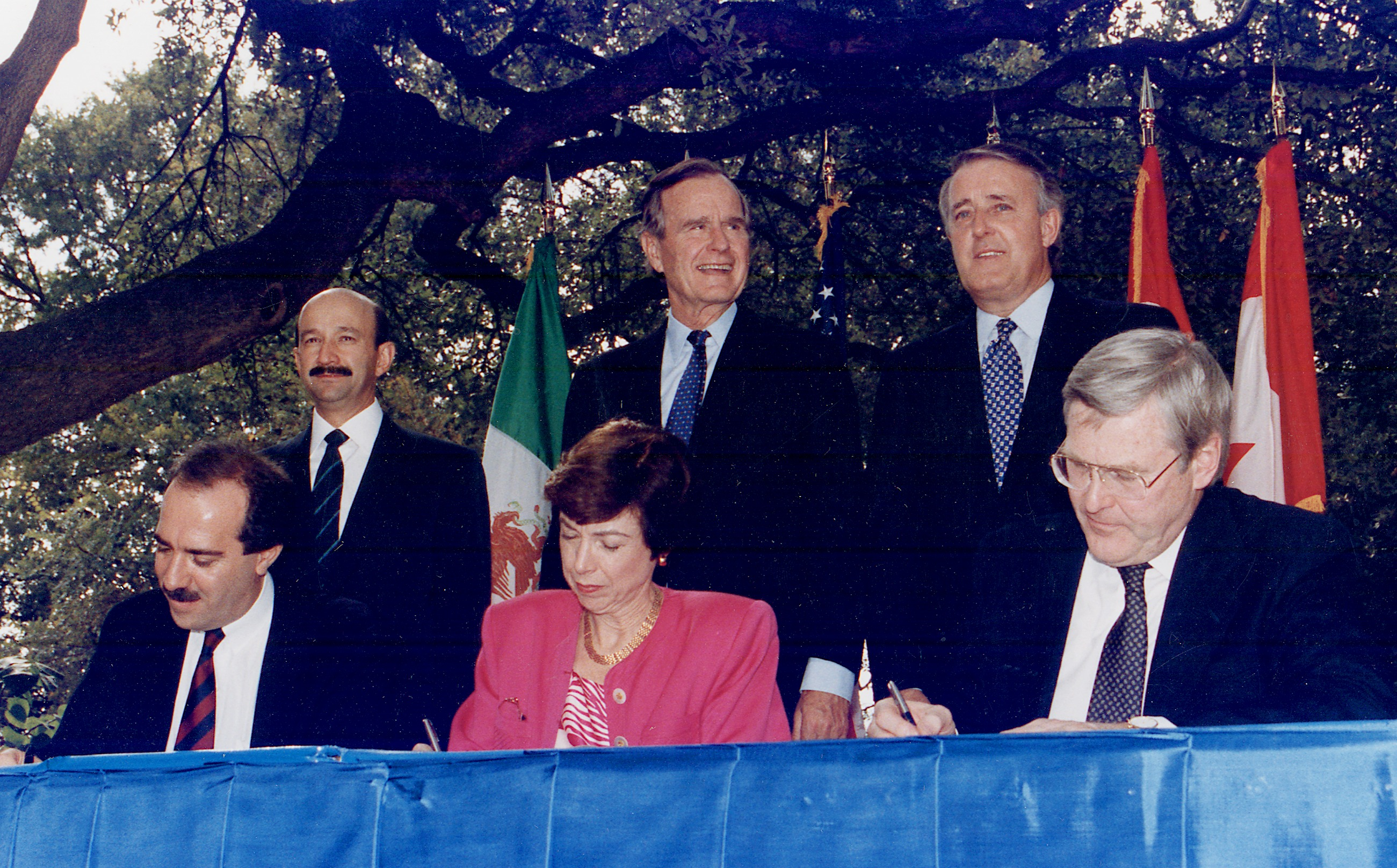
ردیف عقب، از چپ به راست: رئیس‌جمهور مکزیک، کارلوس سالیناس دی گورتاری، رئیس‌جمهور ایالات متحده، جورج اچ. دبلیو بوش، و نخست‌وزیر کانادا، برایان مولرونی، در پاراف پیش‌نویس توافق‌نامه تجارت آزاد آمریکای شمالی در اکتبر 1992. در مقابل، وزیر بازرگانی و توسعه صنعتی مکزیک، تراشه هیل سرای ایالات متحده آمریکا، پویش هیل سرایم، وزیر توسعه صنعتی مکزیک قرار دارند. مایکل ویلسون، وزیر تجارت بین‌الملل کانادا.

در سال ۱۹۹۰، مذاکره دیپلماتیک بین سه کشور آمریکا، کانادا و مکزیک با حضور سران آنها، رئیس‌جمهور آمریکا جرج هربرت واکر بوش (چهل و یکمین رئیس‌جمهور ایالات متحده آمریکا)، نخست‌وزیر کانادا برایان مالرونی و رئیس‌جمهور مکزیک کارلوس سالیناس دگورتاری رهبری می‌شد. این معاهده به صورت تشریفاتی در ۱۷ام دسامبر سال ۱۹۹۲ امضا شد و پس از آن می‌بایست به تصویب قوه مقننه هر سه کشور می‌رسید.
قرارداد تجارت آزاد ایالات متحده آمریکا-کانادا در داخل کشور کانادا بسیار بحث‌برانگیز بود و در انتخابات سال ۱۹۸۸ کانادا بیشتر کاندیداهای حزب لیبرال کانادا و حزب دموکرات جدید علیه این قرارداد رای دادند ولی شکاف مابین این دو حزب منجر به از دست دادن صندلی‌های بیشتر در پارلمان به محافظه کاران پیشرو موافق این قرارداد شد.
مورلونی و محافظه کاران پیشرو تعداد اکثریت را در پارلمان دارا بودند و به راحتی می‌توانستند موافقتنامه تجارت آزاد آمریکا-کانادا و نفتا را تصویب کنند، با این حال کیم کمبل به عنوان رهبر محافظه کاران و نخست‌وزیر جایگزین مورلونی شد. کمبل در انتخابات سال ۱۹۹۳ کانادا به نمایندگی حزب محافظه کاران پیشرو تلفات زیادی از جانب حزب لیبرال ژان‌کرتین که وعده لغو یا مذاکره مجدد بر رابطه با نفتا را می‌داد دریافت کرد، متعاقباً ژان‌کرتین مذاکره برای دو معاهده تکمیلی را با رئیس‌جمهور جدید آمریکا آغاز کرد.
در آمریکا با پایان یافتن دوره ریاست جمهوری جرج هربت واکر بوش، تصویب موافقتنامه نفتا و اجرای آن به رئیس‌جمهور بعد، بیل کلینتون سپرده شد. قبل از فرستادن این موافقتنامه به مجلس نمایندگان سنا، دو معاهده جانبی به نام‌های معاهده همکاری‌های زیست‌محیطی آمریکای شمالی (NAAEC) و معاهده همکاری کاری آمریکا شمالی (NAALC) را برای محافظت از کارگران و محیط زیست و همچنین کاستن از نگرانی‌های موجود به نفتا اضافه کرد که پایبندی شرکای آمریکا یعنی مکزیک و کانادا را نیز به مقررات می‌طلبد.
پس از ملاحظات بسیار و بحث‌های احساسی، سرانجام مجلس نمایندگان آمریکا با ۲۳۴ رای در ۱۷ام نوامبر سال ۱۹۹۳ این توافقنامه را به تصویب رساند. موافقان این معاهده متشکل از ۱۳۲ نفر از حزب جمهوری‌خواه و ۱۰۲ نفر از حزب دموکرات بوده‌است.
مجلس سنا نیز با ۶۱ رای موافق این توافقنامه را در ۲۰ام نوامبر سال ۱۹۹۳ به تصویب رساند؛ که موافقان متشکل از ۳۴ نفر از اعضای حزب جمهوری‌خواه و ۲۷ نفر از اعضای حزب دموکرات بودند.
بیل کلینتون توافقنامه را در ۸ام دسامبر سال ۱۹۹۳ به قانون تبدیل کرد و از ۱ام ژانویه سال ۱۹۹۴ به اجرا درآمد. بیل کلینتون رئیس‌جمهور وقت ایالات متحده آمریکا در طول مراحل امضای این معاهده بیان کرد: «نفتا به معنای شغل و درآمد مناسب برای آمریکایی‌ها است، اگر من به این امر باور نداشتم هرگز این معاهده را حمایت نمی‌کردم.»

## مقررات
هدف نفتا از بین بردن محدودیت‌های تجارت و سرمایه‌گذاری بین سه کشور آمریکا، کانادا و مکزیک بوده‌است. اجرای نفتا در ۱ام ژانویه ۱۹۹۴ به سرعت محدودیت‌های بر بیشتر از نصف صادرات مکزیک به آمریکا ایجاد کرد و همچنین بر بیش از یک سوم از صادرات آمریکا به مکزیک. در طول ۱۰ سال پیاده‌سازی این معاهده همه تعرفه‌های آمریکا و مکزیک حذف خواهند شد به جز برخی از صادرات کشاورزی آمریکا به مکزیک که مرحله به مرحله و در طول ۱۵ سال حذف می‌شوند. بیشتر معاملات بین آمریکا و کانادا از قبل معاف از مالیات بود. نفتا همچنین طالب حذف موانع تجاری بدون تعرفه و حمایت از حقوق مالکیت معنوی محصولات مورد معامله شد.

### محیط زیست
دولت کلینتون یک معاهده جانبی دربارهٔ محیط زیست با کانادا و مکزیک تحت نام معاهده همکاری‌های زیست‌محیطی آمریکای شمالی (NAAEC) امضا کرد که به ایجاد کمیسیون برای همکاری زیست‌محیطی (CEC) در سال ۱۹۹۴ منجر شد. برای کاهش نگرانی‌های حاصل از نفتا اولین توافقنامه تجارت منطقه‌ای بین یک کشور در حال توسعه و دو کشور توسعه یافته و اثرات منفی محیط زیستی حاصل از آن. CEC حکمی در رابطه با انجام مداوم ارزیابی تأثیرات زیست‌محیطی نفتا صادر کرد.

## اثرات
تأثیر مثبت و منفی نفتا توسط چند اقتصاددان برشمرده شده‌است، که یافته‌های آن‌ها در نشریاتی از قبیل درس‌های بانک جهانی برای آمریکا لاتین و کارائیب از نفتا، اثرات نفتا در آمریکای شمالی موجود است و همچنین نفتا توسط مؤسسه اقتصاد بین‌المللی بازبینی شد.

### کانادا
همانند مکزیک و آمریکا، کانادا نیز طبق شاخص تولید ناخالص داخلی (GDP) سود اقتصادی نسبتاً کمی دریافت کرد. خیلی از ترس‌ها از کاهش محقق نشد و انتظار می‌رفت بعضی از صنایع مانند صنعت مبلمان آسیب ببینند ولی در عوض رشد کردند.
استخدام تولیدی‌های کانادایی باوجود روند رو به افول بین‌المللی در کشورهای توسعه یافته ثابت ماند. یکی از بزرگ‌ترین تأثیرات اقتصادی تجارت آمریکا-کانادا افزایش جریان دوجانبه کشاورزی بوده‌است. در سال ۲۰۰۸ به تنهایی صادرات کانادا به ایالات متحده و مکزیک ۳/۳۸۱ میلیارد دلار بوده‌است درحالیکه واردات حاصل از نفتا ۱/۲۴۵ میلیارد دلار بوده‌است.
یک تحقیق در سال ۲۰۰۷ نشان داد که نفتا تقریباً هیچ تأثیری در رفاه کشورهای عضو و غیرعضو نداشته‌است. در تحقیقی در سال ۲۰۱۵ مشخص شد که سطح رفاه کانادا در اثر کاهش تعرفه حاصل از نفتا %۰۶/۰ کاهش داشته‌است و تجارت درون بلوک کانادا ۱۱۸٪ افزایش داشته‌است.

### مکزیک
ماکیولادورا (کارخانه مونتاژ مکزیکی که اجزای وارد شده را دریافت کرده و کالاهایی برای صادر شدن تولید می‌کند) به نقطه عطف تجارت مکزیک بدل شده‌است.
اینها کارخانه‌هایی هستند که از آمریکا به این نواحی آورده شده‌اند، پس از این رو بحث بر سر از دست دادن شغل آمریکایی‌ها وجود دارد. درآمد در بخش ماکیولادورا بعد از پیاده‌سازی نفتا %۵/۱۵ افزایش یافته‌است. سایر بخش‌ها از توافقنامه تجارت آزاد سود می‌برند و سهم صادرات از ایالات غیر مرزی در پنج سال گذشته افزایش یافته‌است در حالیکه سهم صادرات از ماکیولادورا –ایالات مرزی کاهش یافته‌است. این امر باعث رشد سریع نواحی شهری غیر مرزی مانند تولکا، لئون و پوئتلا شده‌است که هر سه آن‌ها از نظر جمعیت از تیجوانا، سیوداد خوارز و رینوسا بزرگترند.
دربارهٔ اثر کلی توافقنامه کشاورزی آمریکا-مکزیک بحث و جدل وجود دارد. مکزیک در زیرساخت‌هایی که برای رقابت ضروری هستند از قبیل راه‌آهن و بزرگراه‌های کارامد سرمایه‌گذاری نکرد که باعث ایجاد شرایط سخت تری برای زندگی افراد فقیر کشور شد.
صادرات محصولات کشاورزی مکزیک در سال‌های ۱۹۹۴ الی ۲۰۰۱، %۴/۹ افزایش یافته‌است درحالیکه در همین بازه واردات آن تنها %۹/۶ افزایش یافته‌است. یکی از بخش‌های کشاورزی که بیشتر از همه تحت تأثیر قرارگرفت صنعت گوشت بوده‌است. مکزیک از یک بازیکن کوچک در سال‌های قبل از ۱۹۹۴ در بازار صادرات آمریکا به دومین صادرکننده بزرگ محصولات کشاورزی در سال ۲۰۰۴ تبدیل شد و نفتا به عنوان سرعت دهنده اصلی این تغییر شناخته می‌شود. کمک هزینه تجارت آزاد موانعی که سد راه تجارت دو کشور می‌شد را حذف کرد در نتیجه مکزیک یک بازار رو به رشد گوشت برای ایالات متحده فراهم کرده‌است که منجر به افزایش فروش و سود برای صنعت گوشت آمریکا شد. این اتفاق با میزان قابل توجهی افزایش در سرانه تولید ناخالص داخلی مکزیک داشته‌است که باعث ایجاد تغییرات عظیمی در الگوی مصرف گوشت شد که نشان می‌دهد مکزیکی‌ها هم‌اکنون از توانایی بیشتر برای خرید گوشت برخوردارند و سرانه مصرف گوشت افزایش یافته‌است.
پس از پیاده‌سازی نفتا تولید ذرت در مکزیک افزایش یافت، با این حال تقاضا داخلی برای ذرت فراتر از قابلیت مکزیک افزایش یافت و واردات بیش از مقدار سهمیه مذاکره شده برای مکزیک ضروری شد. زانیسر و کویل نیز اشاره کردند که قیمت ذرت در مکزیک به شدت کاهش یافته‌است.
در سال ۲۰۰۱ مجله چشم‌اندازهای اقتصادی با توجه به ادبیات موجود بیان کرد که نفتا برای مکزیک سود خالص بوده‌است. در سال ۲۰۰۳، ۸۰٪ تجارت مکزیک با آمریکا انجام می‌شد. تجارت عالی نفتا و کسری بودجه در سایر نقاط جهان، نوعی وابستگی به صادرات مکزیک ایجاد کرد.
مطالعه‌ای در سال ۲۰۱۵ نشان داد که در اثر کاهش تعرفه ناشی از نفتا سطح رفاه مکزیک %۳۱/۱ افزایش یافته‌است و تجارت درون بلوک مکزیک %۸/۱۱ افزایش یافته‌است. نابرابری و فقر در بسیاری از مناطق مکزیک که تحت تأثیر جهانی شدن بودند کاهش یافت. تحقیقاتی در سال‌های ۲۰۱۳ و ۲۰۱۵ نشان داد که کشاورزان کوچک از سود بیشتری نسبت به کشاورزان بزرگ از نفتا بهره بردند. نفتا همچنین با ظهور طبقه متوسط مکزیک دارای اعتبار شد.
مطالعه دانشگاه تافنس نشان داد که نفتا هزینه نیازهای اساسی مکزیک را تا ۵۰٪ کاهش داد. این کاهش قیمت، پول نقد در دسترس خانواده‌های مکزیکی را افزایش داد که باعث شد مکزیک هر سال تعداد بیشتری مهندس نسبت به آلمان تحویل جامعه دهد.
رشد سفارش‌ها جدید محصولات نشان می‌دهد که افزایشی در تقاضا تولید محصولات وجود دارد، این افزایش تقاضا منجر به گسترش تولید و افزایش نرخ اشتغال برای برآورده کردن این حجم از تقاضا شده‌است. رشد صنعت ماکیولادورا و صنعت تولید در آگوست سال ۲۰۱۶، %۷/۴ شده‌است. سه چهارم بازار واردات و صادرات خارجی مکزیک از آمریکا می‌باشد.

### ایالات متحده
در سال ۲۰۱۲ در یک نظرسنجی از اقتصاددانان برجسته، ۹۵٪ از این ایده که نفتا برای شهروندان آمریکایی سودمند بوده‌است حمایت کردند. در سال ۲۰۰۱ مجله چشم‌اندازهای اقتصادی بیان کرد که نفتا برای آمریکا سود خالص بوده‌است. مطالعه‌ای در سال ۲۰۱۵ نشان داد که در اثر کاهش تعرفه‌ها به واسطه نفتا، سطح رفاه آمریکا %۰۸/۰ افزایش یافته‌است و تجارت درون بلوک آمریکا ۴۱٪ افزایش یافته‌است.
در سال ۲۰۱۵ سرویس پژوهشی کنگره به این نتیجه رسید که تأثیر خالص کلی نفتا در اقتصاد آمریکا نسبتاً به نظر متعادل می‌رسد، به این دلیل که تجارت کانادا و مکزیک درصد کمی از تولید ناخالص داخلی ایالات متحده به حساب می‌آید. اتاق بازرگانی ایالات متحده با افزایش تجارت آمریکا با کانادا و مکزیک در کالا و خدمات از ۳۳۷ میلیارد دلار در سال ۱۹۹۳ به ۲/۱ تریلیون در سال ۲۰۱۱ اعتبار بخشید، درحالیکه فدراسیون کارگران آمریکا این توافق را به دلیل جابه‌جا کردن ۷۰۰ هزار شغل تولیدی آمریکایی‌ها به مکزیک سرزنش می‌کند.
در آمریکا در سال ۲۰۰۹ مازاد تجارت برای خدمات با کشورهای عضو نفتا ۳/۲۸ میلیارد دلار می‌باشد و در سال ۲۰۱۰ کسری تجارت برای کالا ۶/۹۴ میلیارد دلار می‌باشد.
در مطالعه‌ای که در آگوست سال ۲۰۰۸ موضوع مجله آمریکایی اقتصاد کشاورزی چاپ شد مشخص شد که نفتا صادرات کشاورزی آمریکا به مکزیک و کانادا را افزایش داده‌است، هر چند بیشتر این افزایش یک دهه بعد از تصویب آن اتفاق افتاد.